# بيلي راي سميث سينيور
بيلي راي سميث سينيور (بالإنجليزية: Billy Ray Smith, Sr.) هو لاعب كرة قدم أمريكية أمريكي، ولد في 27 يناير 1935، وتوفي في 21 مارس 2001.

## وصلات خارجية
- بيلي راي سميث سينيور على موقع مرجع كرة القدم المحترفة.كوم (الإنجليزية)